# Saneczkarstwo na Zimowych Igrzyskach Olimpijskich 2006
Saneczkarstwo na Zimowych Igrzyskach Olimpijskich 2006 odbyło się w dniach 11 – 14 lutego 2006 roku na torze Cesana Pariol. Zawodnicy walczyli w jedynkach kobiet i mężczyzn oraz dwójkach mężczyzn.

## Wyniki

### Jedynki mężczyzn
| Miejsce | Zawodnik          | Reprezentacja     | Czas     |
| ------- | ----------------- | ----------------- | -------- |
| złoto   | Armin Zöggeler    | Włochy            | 3:26,088 |
| srebro  | Albert Diemczenko | Rosja             | 3:26,198 |
| brąz    | Mārtiņš Rubenis   | Łotwa             | 3:26,445 |
| 4.      | Tony Benshoof     | Stany Zjednoczone | 3:26,598 |
| 5.      | David Möller      | Niemcy            | 3:26,711 |
| 6.      | Jan Eichhorn      | Niemcy            | 3:26,743 |
| 7.      | Georg Hackl       | Niemcy            | 3:26,919 |
| 8.      | Reinhold Rainer   | Włochy            | 3:27,002 |
| 9.      | Markus Kleinheinz | Austria           | 3:27,587 |
| 10.     | Wilfried Huber    | Włochy            | 3:27,675 |

### Dwójki mężczyzn
| Miejsce | Zawodnicy                                 | Reprezentacja     | Czas     |
| ------- | ----------------------------------------- | ----------------- | -------- |
| złoto   | Andreas Linger Wolfgang Linger            | Austria           | 1:34,497 |
| srebro  | André Florschütz Torsten Wustlich         | Niemcy            | 1:34,807 |
| brąz    | Gerhard Plankensteiner Oswald Haselrieder | Włochy            | 1:34,930 |
| 4.      | Tobias Schiegl Markus Schiegl             | Austria           | 1:34,951 |
| 5.      | Christian Oberstolz Patrick Gruber        | Włochy            | 1:34,956 |
| 6.      | Patric Leitner Alexander Resch            | Niemcy            | 1:34,960 |
| 7.      | Andris Šics Juris Šics                    | Łotwa             | 1:35,114 |
| 8.      | Preston Griffal Dan Joye                  | Stany Zjednoczone | 1:35,410 |
| 9.      | Chris Moffat Mike Moffat                  | Kanada            | 1:35,541 |
| 10.     | Grant Albrecht Eric Pothier               | Kanada            | 1:35,561 |

### Jedynki kobiet
| Miejsce | Zawodniczka       | Reprezentacja     | Czas     |
| ------- | ----------------- | ----------------- | -------- |
| złoto   | Sylke Otto        | Niemcy            | 3:07,979 |
| srebro  | Silke Kraushaar   | Niemcy            | 3:08,115 |
| brąz    | Tatjana Hüfner    | Niemcy            | 3:08,460 |
| 4.      | Courtney Zablocki | Stany Zjednoczone | 3:08,852 |
| 5.      | Veronika Halder   | Austria           | 3:09,087 |
| 6.      | Lilija Łudan      | Ukraina           | 3:09,275 |
| 7.      | Anna Orlova       | Łotwa             | 3:09,483 |
| 8.      | Nina Reithmayer   | Austria           | 3:09,573 |
| 9.      | Martina Kocher    | Szwajcaria        | 3:09,591 |
| 10.     | Regan Lauscher    | Kanada            | 3:09,643 |